# Pseudomyrmecion ramalium
Pseudomyrmecion ramalium är en skalbaggsart som beskrevs av Ernest Marie Louis Bedel 1885. Pseudomyrmecion ramalium ingår i släktet Pseudomyrmecion och familjen långhorningar. Inga underarter finns listade i Catalogue of Life.